# Etajima (ville)
Etajima (江田島市, Etajima-shi) est une ville située dans la préfecture de Hiroshima, au Japon.
Elle abrite la base d'Etajima de la Force maritime d'autodéfense japonaise.

## Géographie

### Situation
Etajima est située sur l'île d'Eta-jima, dans la baie de Hiroshima.

### Démographie
En novembre 2020, la population de la ville d'Etajima était de 22 396 habitants pour une superficie de 100,70 km2.

## Histoire
La ville d'Etajima a été créée en 2004 de la fusion des anciens bourgs d'Etajima, Nōmi, Ōgaki et Okimi.

## Transports
Etajima est reliée à la ville de Kure par un pont. Il existe des services de ferry entre Etajima, Kure et Hiroshima.